# Drapeau d'Ondarroa
 (décembre 2023).
Si vous disposez d'ouvrages ou d'articles de référence ou si vous connaissez des sites web de qualité traitant du thème abordé ici, merci de compléter l'article en donnant les références utiles à sa vérifiabilité et en les liant à la section « Notes et références ».
Le Drapeau d'Ondarroa est une compétition annuelle d'aviron, de traînières, qui a lieu à Ondarroa (Biscaye) depuis 1983.

## Palmarès
| Édition | Année | Champion        | Second          | Troisième       |
| ------- | ----- | --------------- | --------------- | --------------- |
| I       | 1983  | San Juan        | Hondarribia     | Ondarroa        |
| II      | 1984  | Mundaka         | San Juan        | Hondarribia     |
| III     | 1985  | Kaiku           | Donostia        | Algorta         |
| IV      | 1986  | San Juan        | Zumaia          | Isuntza         |
| V       | 1987  | Zumaia          | Zierbena        | Castro-Urdiales |
| VI      | 1989  | Ur-Kirolak      | Zumaia          | Zierbena        |
| VII     | 1991  | Arkote-Bermeo   | San Juan        | San Pedro B     |
| VIII    | 1992  | San Pedro       | Ur-Kirolak      | San Juan        |
| IX      | 1993  | Santurtzi       | Ondarroa        | San Pedro B     |
| X       | 1994  | Ondarroa        | Bermeo          | Zierbena        |
| XI      | 1995  | Ondarroa        | Orio B          | San Pedro B     |
| XII     | 1996  | Orio            | San Pedro       | Ondarroa        |
| XIII    | 1997  | --              | --              | --              |
| XIV     | 1998  | Getaria         | Elantxobe       | Castro-Urdiales |
| XV      | 1999  | Astillero       | Orio            | Castro-Urdiales |
| XVI     | 2000  | San Juan        | Castro-Urdiales | Isuntza         |
| XVII    | 2001  | Castro-Urdiales | Orio            | Zumaia          |
| XVIII   | 2002  | Castro-Urdiales | Orio            | San Juan        |
| XIX     | 2003  | --              | --              | --              |
| XX      | 2004  | Donostia        | Kaiku           | Zarautz         |
| XXI     | 2005  | --              | --              | --              |
| XXII    | 2006  | Getaria         | Ondarroa        | Donostia        |
| XXIII   | 2007  | Getaria         | Camargo         | Kaiku           |
| XXIV    | 2008  | Kaiku           | Isuntza         | Camargo         |
| XXV     | 2009  | Astillero       | San Juan        | Orio B          |
| XXVI    | 2010  | Zumaia B        | Santoña         | Portugalete     |